# Estrella Mazzoli de Mathov
Estrella A. Mazzoli de Mathov
(23 de marzo de 1911-5 de enero de 1991) fue una física argentina que contribuyó a la investigación de los rayos cósmicos en Buenos Aires en 1949.
Participó en la Reunión de la Asociación Física Argentina (AFA) de 1956, en el Aula de Física de Perú 222, Buenos Aires, junto a   Horacio Bosch, Mario Bunge, Ernesto Galloni, Enrique Gaviola, Juan José Giambiagi, Otto Hittmair, Laura Levi Setti, Cecilia Mossin Kotin, Emma Pérez Ferreira, José Westerkamp y otros científicos de la época.
Estrella Mazzoli de Mathov obtuvo su doctorado en la Universidad de Buenos Aires (UBA) con una tesis titulada Absorción de radiación cósmica utilizando plomo y aluminio: obtención de un segundo máximo (1948), bajo la dirección del físico argentino Teófilo Isnardi.
Durante sus estudios de posgrado, mientras realizaba investigaciones para su tesis doctoral, Estrella Mazzoli comenzó a trabajar con contadores Geiger Müller, que se utilizan para detectar y medir la radiación ionizante.

## Trabajo postdoctoral
Después de graduarse, en marzo de 1949, viajó a Brasil para una conferencia científica sobre detección de rayos cósmicos y conoció allí nuevos proyectos y técnicas para detectar estos rayos. Según relata el físico argentino Roederer:
"Un grupo de estudiantes de ciencias naturales y matemáticas en la Universidad de Buenos Aires nos reunimos para escuchar a la asistente de cátedra Estrella Mathov hablar sobre su viaje a Brasil. Estrella acababa de regresar de una conferencia científica a la que habían asistido muchos grandes físicos de rayos cósmicos, entre ellos Cecil Powell [observación: Powell no estuve presente a este encuentro], Beppo Occhialini y el propio brasileño César Lattes.  Con mucho entusiasmo, les contaba a todos sobre los nuevos proyectos y técnicas que estaban surgiendo en la investigación de rayos cósmicos. Como Estrella ya estaba trabajando con contadores Geiger, animó a los estudiantes de física, incluido yo, a involucrarnos en la detección de partículas utilizando emulsiones fotográficas nucleares. Esa nueva técnica era particularmente atractiva, ya que no requería equipo electrónico complejo y costoso".

Para estimular a sus estudiantes de posgrado a emplear la nueva técnica, había regresado de la conferencia con varias placas fotográficas sin exponer.  Eran similares a las placas fotográficas comunes pero tenían emulsiones de grano grueso y ultrafino. Para crear nuevas placas, los estudiantes crearon su propio laboratorio en un pequeño cuarto de almacenamiento en la universidad, en desuso. La ventaja de la técnica presentada por Estrella Mazzoli fue que la preparación de las placas no requería equipos complejos o costosos. </ref>
Una vez que las placas fueron expuestas a la atmósfera a gran altitud y fueron reveladas, los estudiantes utilizaron un microscopio óptico de alto aumento, que les fuera prestado, para buscar rastros que revelaran la existencia de rayos cósmicos. Estos rastros aparecían como una o varias filas de granos de plata, que mostraban las trayectorias de las partículas cargadas eléctricamente que habían pasado a través de la placa. Una vez revelados, los rastros podrían analizarse para revelar la carga eléctrica y la energía de la partícula.
En 1950-1951, Beatriz Cougnet y Juan G. Roederer, todavía estudiantes, expusieron placas con emulsiones fotográficas nucleares a grandes altitudes en la cordillera de los Andes y obtuvieron la segunda detección reportada de las partículas subatómicas llamadas mesones pi o piones.